# 第46屆金馬獎
第46屆金馬獎是2009年台灣與華語電影業界的年度盛事之一，表揚2009年度傑出華語電影與電影人。頒獎典禮於2009年11月28日晚上7:00（台灣時間）在臺北縣縣政府大樓舉行，主持人是陶晶瑩，星光大道則由唐從聖和楊千霈聯手主持。

## 過程
- 本屆金馬獎提名名單於2009年10月7日公佈，報名日期為8月3日至8月31日。
- 頒獎典禮承辦單位由東風衛視負責直播，搜狐在中國大陸進行同步網絡直播。
- 港產片成績慘淡，多部參選影片全軍覆沒。
- 《如夢》以9項提名成為提名最多影片，但最後一獎未得。台灣電影《不能沒有你》以5獎成為最大贏家。
- 本屆金馬獎史無前例出現雙影帝，由黃渤與張家輝共同得獎。

## 評選過程
今年金馬獎將影帝頒給張家輝和演員黃渤，創下金馬獎46年來首度「雙影帝」。評審團主席虞戡平說，支持兩位演員的評審僵持不下，最後只得以雙影帝解決這個難題。今年角逐最佳男主角的是「証人」張家輝、「鬥牛」黃渤、「不能沒有你」陳文彬與「如夢」吳彥祖。虞戡平表示， 4位演員表現都十分優秀，經過淘汰後，由張家輝與黃渤兩人競逐。起先是黃渤8票、張家輝7票，但支持張家輝的評審要求翻案。而依照金馬獎評審規定，必須有10位評審附議，翻案才能成立。10位評審附議翻案，重新投票後，票數變成黃渤7票、張家輝8票。此時，支持黃渤的評審不甘示弱，同樣要求翻案。再次投票後，黃渤與張家輝票數又翻轉過來。眼看評審僵持不下，導演吳天明說，為何不能有雙影帝？10位評審舉手贊成。於是黃渤與張家輝並列最佳男主角，誕生金馬獎有史以來的雙影帝。
至於女主角部分，對評審也是一大挑戰。虞戡平表示，入圍的4位女主角中，「陽陽」張榕容、「風聲」周迅與李冰冰、「如夢」袁泉，各有評審支持，支持力量分散。經過除去法後，由張榕容、周迅和李冰冰競逐，但都未過半數。周迅出局後，原先支持她的評審轉而投給李冰冰，而張榕容的票數並未增加，因此李冰冰勝出封后。
最佳導演重現影帝相爭局面，戴立忍和蔡明亮各擁8票、7票，但因翻案未通過，戴立忍拿下導演獎。評審點認為，戴立忍對影片有全面性的掌控，黑白影像呈現豐富的層次，兼具強烈的風格與隱喻性，令人印象深刻。評審對蔡明亮尋找電影新形式予以肯定，但某些評審對他說故事方式不能認同，覺得蔡明亮像藝術家超過導演。
最佳新演員由余少群和陳妍希廝殺，第一輪投票就出現《梅蘭芳》的余少群8票和《聽說》的陳妍希6票之爭，討論半天，想翻案沒成功。評審吳興國認為，余少群演的梅蘭芳是真實人物，承受更大壓力，演到令大家心服口服。

## 入圍暨得獎名單
下列之標記為該獎項之得獎者。

## 多項提名
多項提名電影
- 9項《如夢》
- 8項《不能沒有你》
- 7項《鬥牛》
- 6項《陽陽》與《風聲》
- 5項《臉》
- 4項《瘋狂的賽車》與《梅蘭芳》
- 3項《麥田》與《音樂人生》
- 2項《乘著光影旅行》與《片刻暖和》與《老徐的完結篇》與《証人》與《眼淚》與《南京！南京！》與《米香》與《李米的猜想》
- 1項《野球孩子》與《透明的孤獨》與《葉問》與《聽說》與《狼災記》與《青春歌仔》與《心魔》與《大明宮》與《一席之地》

### 得獎統計
終身成就紀念獎、特別貢獻獎不列入統計。
- ：《不能沒有你》
- ：《音樂人生》
- ：《鬥牛》與《臉》與《梅蘭芳》
- ：《瘋狂的賽車》與《片刻暖和》與《葉問》與《陽陽》與《証人》與《風聲》與《南京！南京！》與《米香》與《心魔》與《李米的猜想》

## 評審名單
李泳泉、沈瑞源、周旭薇、張靚蓓、畢恆達、陳世杰、陳珊妮、馮家明、虞戡平、蕭汝冠、鴻鴻、吳天明、吳興國、關錦鵬

## 收視率
平均收視率為2.05%，觀衆人數281萬，創下近年新低。收視率最高時段為黃子佼的脫口秀，達2.97%。

## 追思逝世影人
本年度金馬獎的追思逝世影人單元，由家家事先錄音演唱《Amazing Grace》（奇異恩典）。以下是追思影人的名單（按影片中出現順序列出）：

| - 阿匹婆——演員。 - 成奎安——演員。 - 李渝——製片、發行。 - 金玫——演員、製片。 - 陳鴻烈——演員。 - 劉玉璞——演員。 - 陳揚——編劇、導演、演員、製片。 - 李秀——演員。 - 石堅——演員。 - 何夢華——導演。 | - 黃俊——演員。 - 林尚義——演員。 - 謝月霞——演員。 - 徐天榮——編劇、導演、演員。 - 張露——演員、歌手。 - 丁善璽——導演。 - 林蛟——演員。 - 儀銘——演員。 - 文英——演員。 |

## 註解
1. ↑  TVBS. . TVBS.   [2022-11-19]. （原始内容存档于2022-06-14） （中文（臺灣））.

## 外部連結
- 第46屆金馬獎名單 （页面存档备份，存于）（繁體中文）
- 國家電影中心圖書館-第四十六屆金馬獎頒獎典禮[永久]
- 時光網-第46届台湾电影金马奖 （页面存档备份，存于）